# Citroenkruid
Citroenkruid (Artemisia abrotanum L.) is een bossig struikje, dat tot de composietenfamilie behoort. De plant komt van nature voor in Zuid-Europa en is in grote delen van de meer noordelijk gelegen gebieden van Europa geïntroduceerd.
De struik wordt 100-130 cm hoog. De grijsgroene, 5 cm lange bladeren zijn smal en sterk veerdelig. De kleine bloemen zijn geel. De plant kan vermeerderd worden door stekken van zowel de stengels als de wortels.

## Keukenkruid
Citroenkruid wordt tegenwoordig niet meer algemeen in de keuken gebruikt. In de Middeleeuwen werden vette gerechten wel gekruid met citroenkruid, zoals tegenwoordig wel met bijvoet (Artemisia vulgaris L.) gebeurt. De bladeren van gewoon citroenkruid smaken bitter. De scheuten van de kweekvorm Artemisia abrotanum 'Cola' ruiken en smaken echter naar cola, waarom deze plant ook wel "Coca Colastruik" genoemd wordt.

## Toepassingen in de (volks-) geneeskunde
De etherische olie bestaat uit eucalyptol (32-35%), ascaridol (16%), borneol (sporen tot 13,5%), bornylacetaat (3,3%), presil-phiperfolan-9α-ol (10,2%), p-cymeen (7,9%) terpineen-4-ol (2,2%), bisabololoxide (18,4%) en carvacrol (3,1%) Deze olie is werkzaam tegen de denguemug.
Verder bevat citroenkruid bitter- en looistoffen en zou maagversterkend zijn en de spijsvertering bevorderen. Ook zou het kruid wormafdrijvend zijn, de menstruatie bevorderen en een antiseptische werking hebben. Op jenever gezet zou citroenkruid helpen tegen hoofdpijn. Dit zijn echter alle onbewezen claims.
De Germanen gebruikten het kruid om druïdes en heksen af te schrikken.
De Romeinen bereidden het parfum Abrotenum uit deze plant. Naast parfum werd het ook gebruikt voor het reinigen en ontgeuren van wonden, voor de behandeling van krampen en astma en als verzachtende balsem.
In de zeventiende eeuw schreef de Engelse kruidenarts Nicholas Culpeper citroenkruid voor als middel tegen kaalhoofdigheid. As van citroenkruid moest daartoe in oude slaolie worden gemengd waarna het smeersel op het kale hoofd moest worden gesmeerd, waarna het hoofdhaar of de baard weer zouden gaan groeien.
Bereidingen van citroenkruid zijn in de volksgeneeskunde gebruikt voor het behandelen van diverse aandoeningen, waaronder luchtwegaandoeningen. Wetenschappelijk onderzoek bevestigt de werkzaamheid bij hooikoorts. Tegenwoordig wordt de plant voornamelijk nog gebruikt voor culinaire of cosmetische doeleinden.
Thee van citroenkruid zou het immuunsysteem versterken, een onbewezen claim.

### Gebruik als afrodisiacum
De Engelse volksnaam voor de plant is "maiden's ruin" ("maagdenverderf"), wat duidt op de veronderstelde werking als afrodisiacum. Ook volksnamen in de Duitse taal verwijzen naar dit gebruik: eberrute (keilerpenis); stabwurz (fallus van de aarde); Ziegenbart (geitenbaard, oftewel het schaamhaar van een bok).
Bij de Germanen was citroenkruid verbonden met Freya, de godin van de liefde. Ook bij de Kelten en de Romeinen werden aan citroenkruid lustopwekkende en potentieverhogende eigenschappen toegeschreven. In de Germaanse folklore is nog lang het gebruik bewaard gebleven dat vrouwen tijdens het midzomerfeest verschillende lustopwekkende kruiden, waaronder citroenkruid, aan hun dijen, maag en vulva bonden terwijl ze rondom het vuur dansten.
Volgens de 16e-eeuwse theoloog en botanicus Otto Brunfels veroorzaakt citroenkruid een 'verlangen naar onzuiverheid' en hij classificeerde het kruid als afrodisiacum.

## Verfstof
Er kan een gele verfstof uit de plant gewonnen worden.

## Bijgeloof
Wie de liefde van een meisje wilde winnen, moest heimelijk een takje citroenkruid onder de band van haar schort steken. Daar de liefde echter alleen door betovering verkregen werd, hield deze maar een jaar stand om daarna in het tegendeel om te slaan. Misschien heet de plant daarom ook in het Engels "Kiss-me-quick-and-go" (Kus-me-vlug-en-ga).
Tijdens de zondagse kerkpreek zou een takje citroenkruid door de geur iemand wakker houden.